# Drivin'
Drivin' är ett album av den svenska dansbandsgruppen Streaplers, utgivet på LP 1977 av skivbolaget Warner Music.

## Låtlista

### Sida A
1. Drivin'
2. Nyanser
3. Sun Flower
4. I'm in Love
5. Lady Lulu
6. U.S. of A.

### Sida B
1. Skymningssång
2. Rock'n'Roll Baby
3. Hangin' On
4. I en klosterträdgård
5. Silver Moon
6. Buona Notte